# جوانشیر والی‌زاده
جوانشیر والی‌زاده نماینده تبریز در دوره ششم مجلس شورای ملی بود. 
والی‌زاده اهل تبریز و در تلگرافخانه مشغول به خدمت بود. به ریاست پست و تلگراف سمنان و دامغان و شاهرود و سرانجام، آذربایجان رسید. در انتخابات مجلس پنجم (سال ۱۳۰۲ خورشیدی) در ورود به مجلس ناکام ماند اما در دوره ششم توانست به نمایندگی تبریز در مجلس شورای ملی برسد. اما هنگام طرح اعتبارنامه او در مجلس، ملک‌الشعراء بهار اعتراض کرد و گفت او از موقعیتش به عنوان رئیس پست و تلگراف برای پیروزی در انتخابات سوءاستفاده کرده است. با این حال اکثریت نمایندگان به اعتبارنامه اش رأی موافق دادند. 